# Фузариум кирпично-красный
Фуза́риум (фуза́рий) кирпи́чно-кра́сный (лат. Fusárium laterítium) — вид грибов-аскомицетов, относящийся к роду фузариум (Fusarium) семейства нектриевые (Nectriaceae). Ранее это название применялось только по отношению к анаморфной стадии гриба, а телеоморфа именовалась гиббере́лла я́годная (Gibberélla baccáta).

## Описание
Колонии на картофельно-декстрозном агаре (PDA) с необильным воздушным мицелием в белых, бледно-оранжевых, бледно-розовых тонах, медленнорастущие. Макроконидии обильные, образуются в оранжевых или розовых спородохиях, нередко широко распространяющихся по поверхности колонии. Часто в среду выделяется красно-оранжевый пигмент.
Макроконидии при культивировании на агаре с гвоздичными листьями (CLA) образуются в спородохиях, реже в пионнотах, веретеновидно-серповидные, практически прямые до слабо изогнутых на протяжении большей части длины, с 3—7 (обычно 5) септами. Верхняя клетка постепенно суженная, часто характерно клювовидно загнутая, нижняя клетка с отчётливой ножкой в основании. Макроконидии с 5 септами 25—70 × 3—5 мкм. Микроконидии, как правило, отсутствуют, изредка встречаются на воздушном мицелии, одноклеточные до четырёхклеточных, эллипсоидальные, веретеновидные или булавовидные. Хламидоспоры могут образовываться как через 2—3 недели, так и через 6 недель и позднее.
Половая стадия нередко встречается в виде сине-чёрных перитециев на древесине, например, шелковицы.

### Отличия от близких видов
Fusarium denticulatum образует полифиалиды с микроконидиями.

## Экология и значение
Поражает различные древесные и кустарниковые растения, изредка встречается на отмирающих корнях и плодах, редко — на злаках.
Наиболее распространён в умеренных регионах.

## Таксономия
Fusarium lateritium Nees, Syst. Pilze 31 (1817) : Fr., Syst. Mycol. 3: 470 (1832).

### Синонимы
- Botryosphaeria moricola Ces. & De Not., 1865
- Gibbera baccata (Wallr.) Fuckel, 1870
- Gibbera euonymi Fuckel, 1870
- Gibbera mori Fuckel, 1870
- Gibberella baccata (Wallr.) Sacc., 1878
- Gibberella lateritia W.C.Snyder & H.N.Hansen, 1945
- Gibberella euonymi (Fuckel) Sacc., 1878
- Gibberella moricola (Ces. & De Not.) Sacc., 1878
- Hendersonia euonymi (Fuckel) Sacc., 1883
- Selenosporium lateritium (Nees) Desm., 1867
- Sphaeria baccata Wallr., 1833